# Synodontis aterrimus
Synodontis aterrimus là một loài cá da trơn thuộc họ Mochokidae và là loài đặc hữu của Cộng hòa Dân chủ Congo, nơi nó được tìm thấy là ở giữa lưu vực sông Congo. Nó được mô tả lần đầu tiên bởi Max Poll và Tyson R. Roberts vào năm 1968. Các mẫu vật đầu tiên của loài cá này được thu thập ở Bokuma, trên sông Congo, hiệnlà Cộng hòa Dân chủ Congo. Tên aterrimus có nghĩa là "rất đen", ám chỉ đến màu đen ở mặt dưới bụng của cơ thể chúng.
Giống như tất cả các loài thuộc chi Synodontis, S. aterrimus có một cái "nắp" xương đầu chắc, khỏe và kéo dài đến tận tia vây đầu tiên của vây lưng. Cá có ba cặp râu. Cặp râu dài nhất thì ở hàm trên, hai cặp còn lại thì ở hàm dưới. Vây mỡ (là loại vây nằm giữa vây lưng và vây đuôi) thì lớn, còn vây đuôi và vây hậu môn thì phân đôi làm hai hướng.
Tia vây đầu tiên của vây lưng và vây ngực thì cứng và nhọn. Vì thế nếu chúng mắc phải bao nilon hay lưới đánh cá thì rất khó di chuyển. Những cái gai này có thể nâng lên hay hạ xuống ở một vị trí nhất định và vẫn giữ nguyên vị trí đó để tự vệ. Nguyên nhân là do có những cái xương nhỏ dính liền với cái gai đó, và một khi nâng lên hay hạ xuống, những cái xương này sẽ giúp cho cái gai không bị gập lại bởi áp lực ở đầu gai.
Chiều dài chuẩn tối đa của loài là 11,5 cm (4,5 in). Nhìn chung ở loài cá này thì con đực nhỏ hơn con cái cùng lứa tuổi.